# Übersicht der Listen der Naturdenkmale im Landkreis Germersheim
Die Übersicht der Listen der Naturdenkmale im Landkreis Germersheim nennt die Listen und die Anzahl der Naturdenkmale in den Städten und Gemeinden im rheinland-pfälzischen Landkreis Germersheim. Die Listen enthalten 53 im Landschaftsinformationssystem der Naturschutzverwaltung Rheinland-Pfalz verzeichnete Naturdenkmale.

## Verbandsgemeinde Bellheim
In den 4 verbandsangehörigen Gemeinden der Verbandsgemeinde Bellheim sind insgesamt 4 Naturdenkmale verzeichnet.
| Ort          | Naturdenkmalliste                       | Gesamtanzahl Naturdenkmale |
| ------------ | --------------------------------------- | -------------------------- |
| Bellheim     | Liste der Naturdenkmale in Bellheim     | 1                          |
| Knittelsheim | Liste der Naturdenkmale in Knittelsheim | 2                          |
| Zeiskam      | Liste der Naturdenkmale in Zeiskam      | 1                          |

In Ottersheim bei Landau sind keine Naturdenkmale verzeichnet.

## Germersheim
In der verbandsfreien Stadt Germersheim sind 2 Naturdenkmale verzeichnet.

## Verbandsgemeinde Hagenbach
In den 4 verbandsangehörigen Gemeinden der Verbandsgemeinde Hagenbach sind insgesamt 5 Naturdenkmale verzeichnet.
| Ort              | Naturdenkmalliste                           | Gesamtanzahl Naturdenkmale |
| ---------------- | ------------------------------------------- | -------------------------- |
| Berg (Pfalz)     | Liste der Naturdenkmale in Berg (Pfalz)     | 2                          |
| Hagenbach        | Liste der Naturdenkmale in Hagenbach        | 1                          |
| Neuburg am Rhein | Liste der Naturdenkmale in Neuburg am Rhein | 1                          |
| Scheibenhardt    | Liste der Naturdenkmale in Scheibenhardt    | 1                          |

## Verbandsgemeinde Jockgrim
In den 4 verbandsangehörigen Gemeinden der Verbandsgemeinde Jockgrim sind insgesamt 4 Naturdenkmale verzeichnet.
| Ort         | Naturdenkmalliste                      | Gesamtanzahl Naturdenkmale |
| ----------- | -------------------------------------- | -------------------------- |
| Jockgrim    | Liste der Naturdenkmale in Jockgrim    | 1                          |
| Neupotz     | Liste der Naturdenkmale in Neupotz     | 1                          |
| Rheinzabern | Liste der Naturdenkmale in Rheinzabern | 2                          |

In Hatzenbühl sind keine Naturdenkmale verzeichnet.

## Verbandsgemeinde Kandel
In den 7 verbandsangehörigen Gemeinden der Verbandsgemeinde Kandel sind insgesamt 9 Naturdenkmale verzeichnet.
| Ort                  | Naturdenkmalliste                               | Gesamtanzahl Naturdenkmale |
| -------------------- | ----------------------------------------------- | -------------------------- |
| Erlenbach bei Kandel | Liste der Naturdenkmale in Erlenbach bei Kandel | 1                          |
| Freckenfeld          | Liste der Naturdenkmale in Freckenfeld          | 1                          |
| Kandel               | Liste der Naturdenkmale in Kandel (Pfalz)       | 2                          |
| Minfeld              | Liste der Naturdenkmale in Minfeld              | 1                          |
| Steinweiler          | Liste der Naturdenkmale in Steinweiler          | 2                          |
| Vollmersweiler       | Liste der Naturdenkmale in Vollmersweiler       | 1                          |
| Winden               | Liste der Naturdenkmale in Winden (Pfalz)       | 1                          |

## Verbandsgemeinde Lingenfeld
In den 6 verbandsangehörigen Gemeinden der Verbandsgemeinde Lingenfeld sind insgesamt 7 Naturdenkmale verzeichnet.
| Ort                | Naturdenkmalliste                             | Gesamtanzahl Naturdenkmale |
| ------------------ | --------------------------------------------- | -------------------------- |
| Lingenfeld         | Liste der Naturdenkmale in Lingenfeld         | 1                          |
| Lustadt            | Liste der Naturdenkmale in Lustadt            | 3                          |
| Schwegenheim       | Liste der Naturdenkmale in Schwegenheim       | 2                          |
| Weingarten (Pfalz) | Liste der Naturdenkmale in Weingarten (Pfalz) | 1                          |

In Freisbach und
Westheim (Pfalz) sind keine Naturdenkmale verzeichnet.

## Verbandsgemeinde Rülzheim
In den 4 verbandsangehörigen Gemeinden der Verbandsgemeinde Rülzheim sind insgesamt 7 Naturdenkmale verzeichnet.
| Ort      | Naturdenkmalliste                   | Gesamtanzahl Naturdenkmale |
| -------- | ----------------------------------- | -------------------------- |
| Hördt    | Hördt                               | 5                          |
| Kuhardt  | Liste der Naturdenkmale in Kuhardt  | 1                          |
| Rülzheim | Liste der Naturdenkmale in Rülzheim | 1                          |

In Leimersheim sind keine Naturdenkmale verzeichnet.

## Wörth am Rhein
In der verbandsfreien Stadt Wörth am Rhein sind 15 Naturdenkmale verzeichnet.